# 조경란 (소설가)
조경란(趙京蘭, 1969년 ~ )은 대한민국의 소설가이다.
1996년 동아일보 신춘문예를 통해 등단했다. 2007년 장편소설 《혀》를 발간했는데, 소설가 주이란의 단편소설 〈혀〉를 표절했다는 의혹을 받았다. 2008년 《풍선을 샀어》로 동인문학상을 수상했다.

## 주요 작품
- 《식빵 굽는 시간》
- 《가족의 기원》
- 《일러두기》 - 이상문학상 대상 수상작